# Samar Mubarakmand
 (novembre 2023).
Samar Mubarakmand (en ourdou : ثمر مبارک مند) , né le 17 septembre 1942, est un physicien nucléaire pakistanais connu pour ses recherches sur la spectroscopie gamma et le développement expérimental de l'accélérateur linéaire.
Il s'est fait connaître du public en tant que directeur des équipes chargées des premiers essais atomiques pakistanais (voir Chagai-I et Chagai-II) dans les collines de Ras Koh, situées dans la province du Baloutchistan, au Pakistan. Avant cela, il était directeur de projet du programme pakistanais de recherche et de développement de missiles et a supervisé le développement des programmes de missiles balistiques Shaheen-I et de missiles de croisière Babur. Mubarakmand a été le président fondateur de la Commission nationale d'ingénierie et de science (Nescom) de 2001 à 2007. Il a ensuite été nommé par le gouvernement pakistanais pour assister le projet du bassin houiller de Thar,.
Il dirige volontairement les travaux d'exploration minière dans le district de Chiniot en tant que président du conseil d'administration de la Punjab Mineral Company, (M&M Deptt) du gouvernement du Punjab.

## Biographie

### Jeunesse et éducation
Samar Mubarakmand naît à Rawalpindi le 17 septembre 1942 dans une famille pendjabi originaire de Hoshiarpur, au Pendjab oriental.
En 1956, il fait ses études à Lahore et s'inscrit au lycée St. Anthony. Après avoir réussi les examens d'entrée à l'université, il s'inscrit à la Government College University (GCU) où il a étudié la physique auprès de Tahir Hussain. En 1960, il obtient une licence en physique avec une spécialisation en physique expérimentale et une mineure en mathématiques[réf. nécessaire].
En 1962, il obtient une maîtrise ès sciences (MSc) en physique après avoir publié sa thèse, « Construction d'un spectromètre à rayons gamma », sous la direction de Hussain. Il rejoint ensuite la Commission pakistanaise de l'énergie atomique (PAEC) et obtient une bourse pour étudier à l'Université d'Oxford. Recommandé par Wilkinson, il y fut admis et rejoignit le groupe dirigé par Wilkinson . À Oxford, Mubarakmand participe à la préparation d'un accélérateur de particules de 22 millions de volts et faisait partie de l'équipe qui l'a mis en service.
Au cours de ses années universitaires, il était un nageur passionné et représentait le GCU aux Jeux nationaux du Pakistan.

### Programme spatial
Dans les années 1990, Mubarakmand a pris des initiatives spéciales pour faire avancer le programme spatial et a dirigé une équipe d'ingénieurs qui a développé avec succès le missile Shaheen-I. Il a été le directeur fondateur du bureau du complexe de défense nationale (NDC) qui a lancé les travaux sur le Shaheen-I et recueilli des soutiens pour le programme. Les fonds nécessaires au programme ont été obtenus par l'armée. Mubarakmand a supervisé le développement du propulseur à carburant solide. Lancé en 1987 par le ministère pakistanais de la défense en réponse au programme indien de développement de missiles guidés intégrés, le programme pakistanais de missiles dérivés a été poursuivi avec détermination par le Premier ministre Benazir Bhutto en 1993. Le missile Shaheen-I a été testé avec succès en 1999 par une équipe d'ingénieurs dirigée par Mubarakmand. Des systèmes d'armes stratégiques clés, tels que les missiles Babur et Ghaznavi, ont également été construits par son équipe.
En 2008, Moubarakmand a rejoint la Commission de planification du Pakistan où il a fortement plaidé en faveur d'une utilisation pacifique de leur programme spatial[réf. nécessaire].
En 2009, il a révélé les travaux sur Paksat-1R, le premier satellite géostationnaire du pays lancé en 2011.
Le satellite a été décrit comme étant capable de surveiller les programmes agricoles, les programmes miniers et les conditions météorologiques et a indiqué qu'il y avait suffisamment de fonds pour les programmes de défense, nucléaire et spatial. Le satellite a été lancé en 2011 depuis le centre de lancement de satellites de Xichang en Chine. Ses relations avec Abdul Qadeer Khan sont souvent restées tendues sur plusieurs questions scientifiques. Il considère Moubarakmand comme « n'ayant aucune autorité sur les matériaux, car il est un expert en électromagnétisme ».

## Récompenses et distinctions
Mubarakmand reçoit les honneurs d'État pour ses services rendus au pays par le gouvernement du Pakistan. Il est lauréat du Sitara-e-Imtiaz (1993), du Hilal-e-Imtiaz (1998) et du Nishan-e-Imtiaz (2003), qui est la plus haute distinction civile du Pakistan,.
Il est membre de l'Académie des sciences du Pakistan, intronisé par Ishfaq Ahmad en 2000.